# 杨张天璃

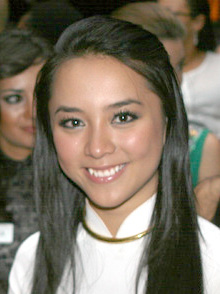
杨张天璃

杨张天璃（1989年6月10日—）是2008年在南非约翰内斯堡举办世界小姐选美比赛越南代表。出身于同塔省一个知识分子家庭，父亲是胡志明市自然科学大学教师，母亲是医生。2008年在芽庄举行的越南环球小姐选美比赛参赛期间，认识了阮国全。2011年8月，在胡志明市，与比自己大20多岁的加拿大越裔商人，NamA Bank主席阮国全（1962年出生在平定省，现生活在胡志明市，昵称Tony Toàn）结婚。婚后生下儿子。

## 参赛经历
2008年 越南环球小姐亚军
2008年 世界小姐最喜爱选手奖